# Campionati del mondo di atletica leggera 2009 - 400 metri ostacoli femminili
I 400 m hs femminili si sono tenuti dal 17 al 20 agosto 2009. I tempi di qualificazione alla gara erano di 55"50 (A) e 56"55 (B). hanno partecipato 39 atlete.

## Dettaglio orario
| Date           | Time  | Round      |
| -------------- | ----- | ---------- |
| 17 agosto 2009 | 18:15 | batterie   |
| 18 agosto 2009 | 20:15 | Semifinali |
| 20 agosto 2009 | 20:15 | Finale     |

## Risultati

### Batterie
Vanno in semifinale le migliori 4 di ogni batterie e i 4 migliori tempi.
| Pos. | Batterie | Nome                  | Nazione               | Tempo   | Note  |
| ---- | -------- | --------------------- | --------------------- | ------- | ----- |
| 1    | 5        | Lashinda Demus        | USA                   | 54.66   | Q     |
| 2    | 4        | Angela Moroşanu       | Romania               | 54.70   | Q     |
| 3    | 1        | Kaliese Spencer       | Giamaica              | 55.12   | Q     |
| 4    | 3        | Melaine Walker        | Giamaica              | 55.17   | Q     |
| 5    | 4        | Tiffany Ross-Williams | USA                   | 55.25   | Q     |
| 6    | 2        | Nickiesha Wilson      | Giamaica              | 55.37   | Q     |
| 7    | 3        | Natalya Antyukh       | Russia                | 55.40   | Q     |
| 8    | 1        | Josanne Lucas         | Trinidad e Tobago     | 55.41   | Q     |
| 9    | 1        | Huang Xiaoxiao        | Cina                  | 55.52   | Q, SB |
| 10   | 2        | Anna Jesień           | Polonia               | 55.57   | Q     |
| 11   | 5        | Anastasiya Rabchenyuk | Ucraina               | 55.63   | Q     |
| 12   | 4        | Zuzana Hejnová        | Repubblica Ceca       | 55.68   | Q     |
| 13   | 2        | Eilidh Child          | Gran Bretagna         | 55.96   | Q     |
| 14   | 2        | Sheena Tosta          | USA                   | 56.00   | Q     |
| 15   | 1        | Vania Stambolova      | Bulgaria              | 56.01   | Q     |
| 16   | 2        | Ieva Zunda            | Lettonia              | 56.05   | q, SB |
| 17   | 5        | Natal'ja Ivanova      | Russia                | 56.11   | Q     |
| 18   | 4        | Elena Churakova       | Russia                | 56.13   | q     |
| 19   | 3        | Perri Shakes-Drayton  | Gran Bretagna         | 56.49   | Q     |
| 20   | 3        | Sara Petersen         | Danimarca             | 56.51   | Q     |
| 21   | 4        | Élodie Ouédraogo      | Belgio                | 56.60   | q, SB |
| 22   | 5        | Muizat Ajoke Odumosu  | Nigeria               | 56.62   | Q     |
| 23   | 5        | Jonna Tilgner         | Germania              | 56.73   | q     |
| 24   | 1        | Satomi Kubokura       | Giappone              | 56.91   |       |
| 25   | 3        | Michelle Carey        | Irlanda               | 56.91   |       |
| 26   | 2        | Aurore Kassambara     | Francia               | 57.25   |       |
| 27   | 3        | Kou Luogon            | Liberia               | 57.70   |       |
| 28   | 1        | Tatyana Azarova       | Kazakistan            | 57.90   |       |
| 29   | 5        | Carole Kaboud Mebam   | Camerun               | 58.10   |       |
| 30   | 1        | Hanna Titimets        | Ucraina               | 58.22   |       |
| 31   | 3        | Laia Forcadell        | Spagna                | 58.57   |       |
| 32   | 4        | Yolanda Osana         | Repubblica Domenicana | 59.18   |       |
| 33   | 4        | Aïssata Soulama       | Burkina Faso          | 59.20   | SB    |
| 34   | 1        | Déborah Rodríguez     | Uruguay               | 59.21   | NR    |
| 35   | 3        | Merjen Ishangulyyeva  | Turkmenistan          | 1:00.75 |       |
| 36   | 2        | Sayaka Aoki           | Giappone              | 1:03.56 |       |
|      | 2        | Tsvetelina Kirilova   | Bulgaria              | DQ      |       |
|      | 4        | Amaka Ogoegbunam      | Nigeria               | DQ      |       |
|      | 5        | Muna Jabir Adam       | Sudan                 | DNS     |       |

### Semifinali
Vanno in finale le migliori 2 di ogni batterie e i 2 migliori tempi.
| Pos | Batterie | Nome                  | Nazione           | Tempo | Note  |
| --- | -------- | --------------------- | ----------------- | ----- | ----- |
| 1   | 1        | Melaine Walker        | Giamaica          | 53.26 | Q, SB |
| 2   | 1        | Josanne Lucas         | Trinidad e Tobago | 53.98 | Q, NR |
| 3   | 1        | Angela Moroşanu       | Romania           | 54.15 | q     |
| 4   | 3        | Lashinda Demus        | USA               | 54.25 | Q     |
| 5   | 2        | Kaliese Spencer       | Giamaica          | 54.37 | Q     |
| 6   | 2        | Anastasiya Rabchenyuk | Ucraina           | 54.49 | Q, SB |
| 7   | 2        | Tiffany Ross-Williams | USA               | 54.79 | q     |
| 8   | 2        | Anna Jesień           | Polonia           | 54.82 |       |
| 9   | 3        | Natalya Antyukh       | Russia            | 54.86 | Q     |
| 10  | 3        | Nickiesha Wilson      | Giamaica          | 54.89 | SB    |
| 11  | 3        | Zuzana Hejnová        | Repubblica Ceca   | 54.99 |       |
| 12  | 1        | Huang Xiaoxiao        | Cina              | 55.40 | SB    |
| 13  | 1        | Natal'ja Ivanova      | Russia            | 56.08 |       |
| 14  | 2        | Elena Churakova       | Russia            | 56.11 |       |
| 15  | 3        | Vania Stambolova      | Bulgaria          | 56.12 |       |
| 16  | 3        | Eilidh Child          | Gran Bretagna     | 56.21 |       |
| 17  | 1        | Sheena Tosta          | USA               | 56.31 |       |
| 18  | 2        | Ieva Zunda            | Lettonia          | 56.66 |       |
| 19  | 1        | Muizat Ajoke Odumosu  | Nigeria           | 56.80 |       |
| 20  | 3        | Sara Petersen         | Danimarca         | 56.99 |       |
| 21  | 3        | Jonna Tilgner         | Germania          | 57.11 |       |
| 22  | 2        | Perri Shakes-Drayton  | Gran Bretagna     | 57.57 |       |
| 23  | 1        | Élodie Ouédraogo      | Belgio            | 57.58 |       |
|     | 2        | Amaka Ogoegbunam      | Nigeria           | 58.56 | DQ    |

### Finale
| Pos | Nome                  | Nazione           | Tempo | Note   |
| --- | --------------------- | ----------------- | ----- | ------ |
| 1   | Melaine Walker        | Giamaica          | 52.42 | CR, AR |
| 2   | Lashinda Demus        | USA               | 52.96 |        |
| 3   | Josanne Lucas         | Trinidad & Tobago | 53.20 | NR     |
| 4   | Kaliese Spencer       | Giamaica          | 53.56 | PB     |
| 5   | Tiffany Ross-Williams | USA               | 53.83 | SB     |
| 6   | Natalya Antyukh       | Russia            | 54.11 | PB     |
| 7   | Anastasiya Rabchenyuk | Ucraina           | 54.78 |        |
| 8   | Angela Moroşanu       | Romania           | 55.04 |        |